# Macrobdella
Macrodbella é um gênero de sanguessugas nativas dos ecossistemas de água doce da América do Norte, especialmente Canadá, México e Estados Unidos. O gênero é comumente referido como sanguessugas norte-americanas.

## Espécies
- Macrobdella decora (Say, 1824)[3]
- Macrobdella diplotertia (Meyer, 1975)[4]
- Macrobdella ditetra (Moore, 1953)[5]
- Macrobdella mimicus (Philips, Salas-Montiel, Kvist, Oceguera-Figueroa, 2019)[6]
- Macrobdella sestertia (Whitman, 1886)[7]